# Karl Gottfried zu Hohenlohe-Ingelfingen
Wilhelm Friedrich Karl Gottfried Kraft Prinz zu Hohenlohe-Ingelfingen (* 8. November 1879 in Koschentin, Landkreis Lublinitz, Provinz Schlesien; † 11. Juli 1960 in Graz, Steiermark) war ein deutscher Rittergutsbesitzer, Standesherr und Parlamentarier.

## Leben
Karl-Gottfried zu Hohenlohe-Ingelfingen war Sohn des Generals der Kavallerie, Generaladjutanten des Kaisers und Mitglieds des Preußischen Herrenhauses Friedrich Wilhelm Prinz zu Hohenlohe-Ingelfingen und der Anna geb. Gräfin von Giech. Sein Großvater war der General der Kavallerie und preußische Ministerpräsident Adolf zu Hohenlohe-Ingelfingen.
Nach dem Besuch des Gymnasiums in Schweidnitz und Goslar studierte zu Hohenlohe-Ingelfingen an der Rheinischen Friedrich-Wilhelms-Universität Bonn Rechtswissenschaften. 1899 wurde er Mitglied des Corps Borussia Bonn. Nach dem Studium wurde er Fideikommissherr auf Schloss Koschentin, das nach der Volksabstimmung in Oberschlesien 1922 an Polen fiel. Zu Hohenlohe-Ingelfingen war von 1909 bis 1918 Mitglied des Preußischen Herrenhauses. Er war unverheiratet. 
Prinz Karl war Eigentümer von Koschentin. Die Linie von Koschentin, die den Namen Hohenlohe-Ingelfingen trug, begann mit Fürst Friedrich Ludwig. Später herrschten hier der Großvater von Karl Gottfried, Prinz Adolf, und danach der Vater, General Prinz Friedrich Wilhelm zu Hohenlohe-Ingelfingen, Graf zu Gleichen. Der letzte Prinz, der in Koschentin und in der Umgebung „der gute Prinz“ genannt wurde, erwarb sich für die Gemeinschaft der Gemeinde Koschentin und einiger anderer Gemeinden große Verdienste, indem er sich um die sozialökonomische Sphäre der Einwohner dieser Region gekümmert hat. Er war Stifter der in architektonischer Hinsicht prächtigen Herz-Jesu-Kirche in Koschentin und unterstützte materiell und finanziell das 1898 erbaute Pfarrhaus. Er unterhielt auch die von seinem Vater 1881 erbaute Post.
Nach dem Zweiten Weltkrieg 1945 in Polen enteignet, lebte er in Kraubath an der Mur bei Leoben in der Steiermark.